# Opius subpallipes
Opius subpallipes (лат.) — вид паразитических наездников рода Opius из семейства Braconidae (Opiinae). Молдавия. Мелкие наездники (длина менее 2 мм). От близких видов отличается следующими признаками: первые три тергита брюшка жёлтые; первый тергит брюшка гладкий, без продольных килей, в 1,5 раза длиннее своей ширины у вершины; возвратная жилка постфуркальная. В усиках 23 членика. Паразитоиды. Предположительно, как и у других представителей своего рода, их хозяевами служат мухи семейства Agromyzidae. Вид был впервые описан в 1986 году российским энтомологом Владимиром Ивановичем Тобиасом (Санкт-Петербург, Россия). Включён в состав номинативного подрода Opius.